# Brus (mantelzorg)
Een brus (een porte-manteauwoord van broer/zus) is een broer of zus van iemand die zorg nodig heeft vanwege een verslaving, chronische ziekte, verstandelijke beperking, lichamelijke handicap of ernstige psychische aandoening. De term bestaat sinds 2002 en wordt vooral gebruikt voor kinderen.
Een lid van het gezin dat zorg nodig heeft, beïnvloedt alle leden van het gezin. De 'brussen' zijn een doelgroep in de communicatie vanuit zorgorganisaties, en er worden regelmatig brussencursussen georganiseerd. In de psychologie en antropologie wordt wel de Engelse term sibling gebruikt voor een broer of zus.

## Varia
- Een student van de Fontys Hogeschool Pedagogiek heeft in 2016 het bordspel Brussen bedacht, voor brussen van een kind met een verstandelijke beperking.[14]
- Ziekenhuizen hebben soms een brussenkoffer, met informatie en/of spelletjes voor brussen van patiënten.[15][16][17]
- Op 4 april 2024 werd de term toegevoegd op de website van het Woordenboek van Nieuwe Woorden om het bekender te maken.[18]
- Het Nederlands kent nog een ander hyperoniem voor broer en zus, 'sibbeling' (gebaseerd op het Engelse woord sibling). Dit woord is echter in onbruik geraakt en staat niet meer in de meeste woordenboeken.[19]